# Kartause Aggsbach

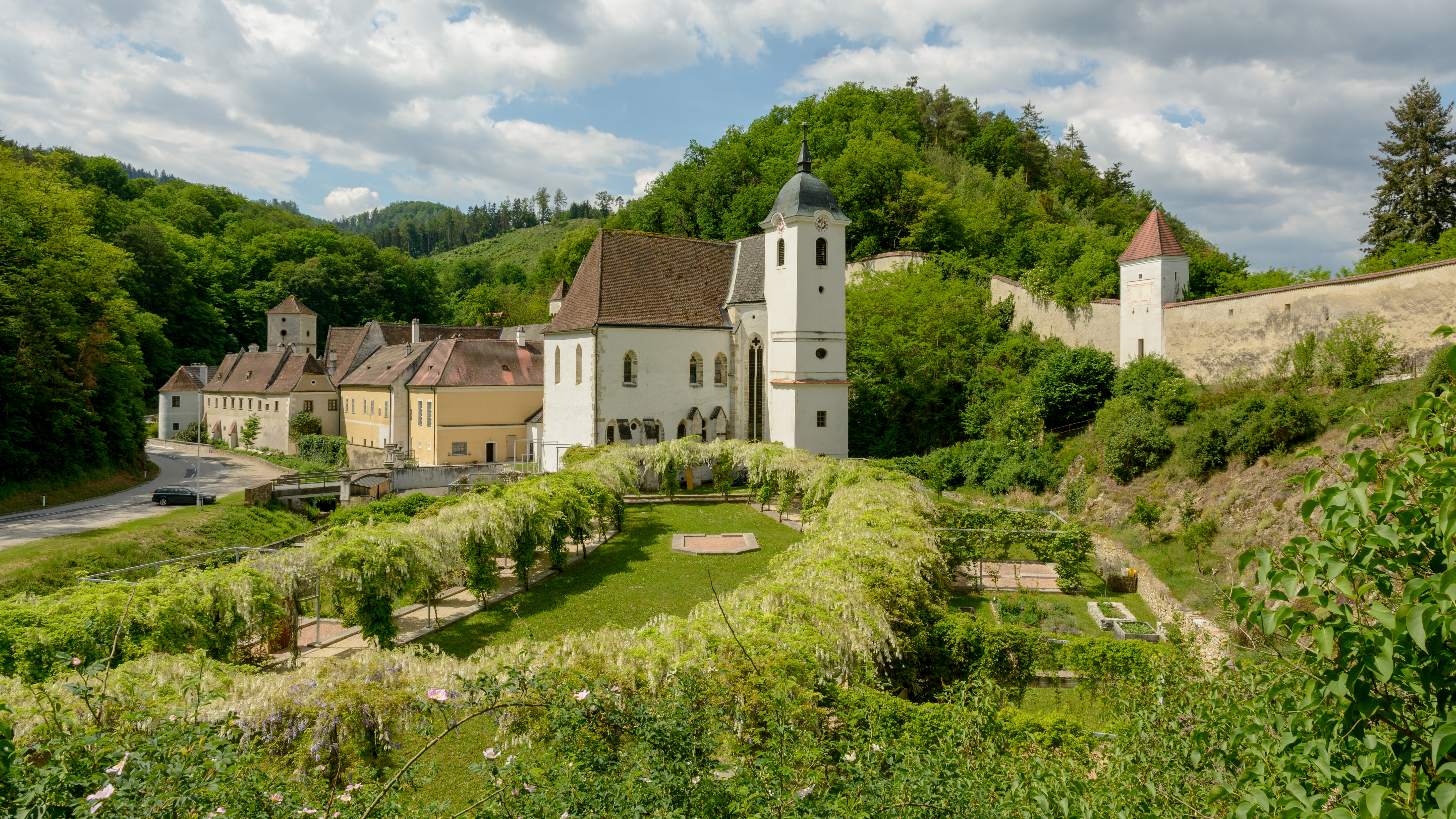
Kartause Aggsdorf

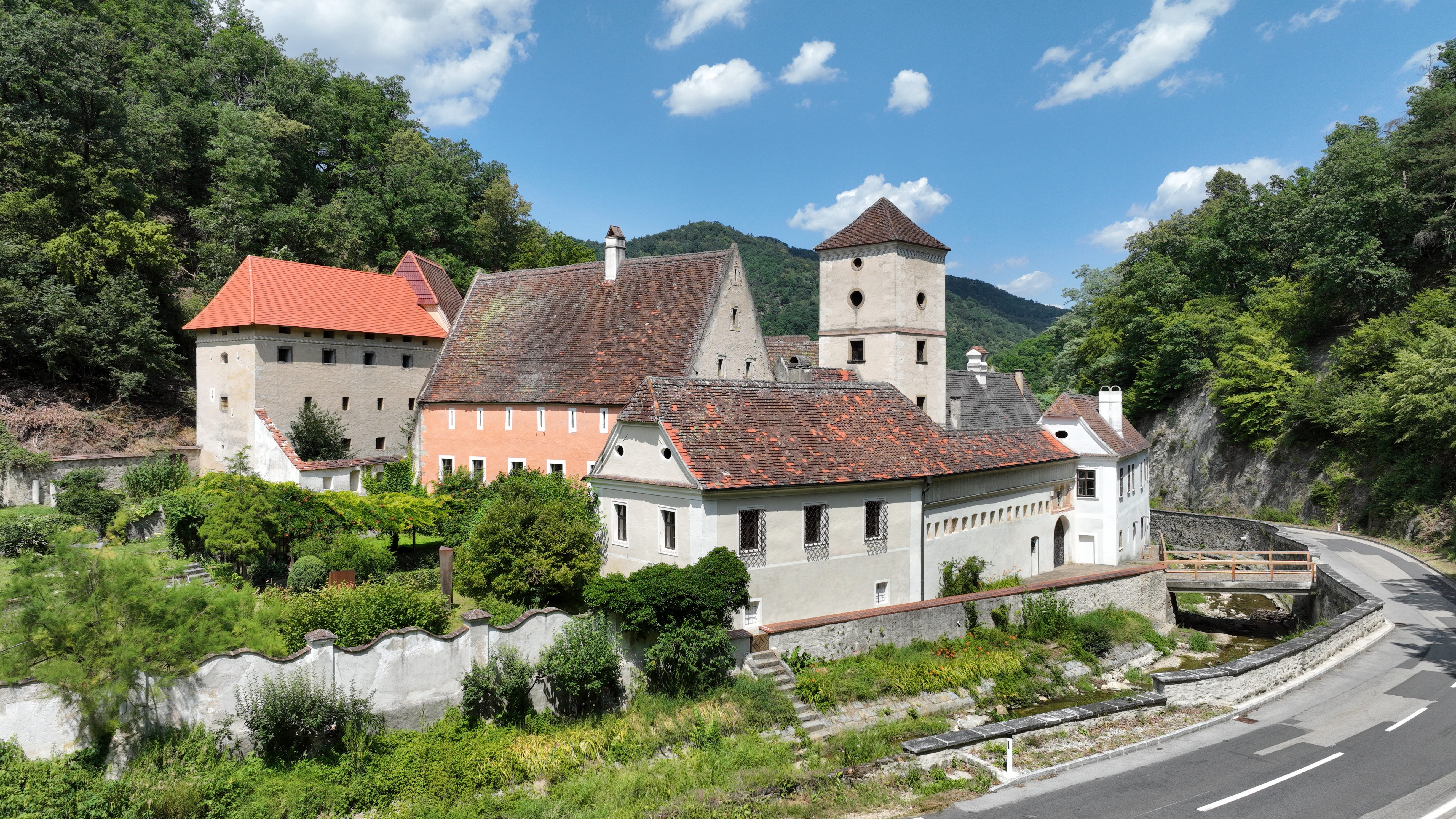
Südseitige Ansicht bzw. Wirtschaftstrakt der ehemaligen Kartause

Die Kartause Aggsbach ist ein ehemaliges Kloster der Kartäuser in Aggsbach-Dorf in Niederösterreich.

## Geschichte
Das Kloster wurde 1380 durch Heidenreich von Maissau gegründet. Von 1387 bis 1391 war Michael von Prag Prior von Aggsbach. Um 1648 verstarb hier nach 52 Jahren als Karthäuser der Kartause Freiburg im Breisgau und Prior in Aagsbach Matthias Thanner, Herausgeber und Übersetzer zahlreicher Bücher.
Bis in das 18. Jahrhundert war das Kloster Eigentümer von mehreren Herrschaften in Niederösterreich (darunter Purgstall, Seiterndorf, Großmugl, Külb, Kühbach, Stiefern und Strohdorf) – 1723 waren es insgesamt zwölf.
1782 wurde das Kloster durch Kaiser Joseph II. aufgehoben und in ein Schloss umgewandelt. Teile des Klosters wurden in die Räumlichkeiten des Pfarrhofes übernommen, die Kartäuserzellen und der große Kreuzgang geschleift. Die Kartäuserkirche erhielt einen an den Altarraum angebauten Kirchturm und wurde Pfarrkirche. Untersuchungen durch das Bundesdenkmalamt im Rahmen der Grabungen im ehemaligen Zellentrakt der Kartause Aggsbach im Jahr 2010 legen die Vermutung nahe, dass das Baumaterial für den Kirchturm von den abgerissenen Zellen stammt.
1790 wurde die Kartause und die zugehörige Herrschaft Aggsbach vom Religionsfonds an die Schiffmeisterwitwe Maria Anna Wimmer (wiederverheiratete Weiller) verkauft. Unter ihrer Eigentümerschaft wurden die Mönchszellen abgetragen. Ihr Sohn aus erster Ehe, Josef Wimmer, verkaufte die Herrschaft 1846 an Graf Franz de Paula von Colloredo-Waldsee. Da dieser keine leiblichen Nachkommen hatte, erbte die Kartause sein Neffe, Graf Franz von Falkenhayn. Dessen Tochter, Maria Julia, schenkte die Besitzungen 1947 der St. Petrus Claver-Sodalität, deren Generalleiterin sie war.
1970 wurden der Prälatur- und Wirtschaftsteil der Kartause von der Künstlerin Marianne Maderna und ihrem Ehemann Alfons erstanden, welche die Gebäude anschließend renovierten und bis heute bewohnen bzw. darin ein Museum eingerichtet haben.
Heute befindet sich hier ein Kartäusermuseum, die Pfarrkirche und Veranstaltungszentrum. Der ehemalige Kartäuserzellentrakt wurde nach einer Beforschung durch das Bundesdenkmalamt nach Plänen des Landschaftsarchitekten Alfred Benesch in einem Meditationsgarten dargestellt.

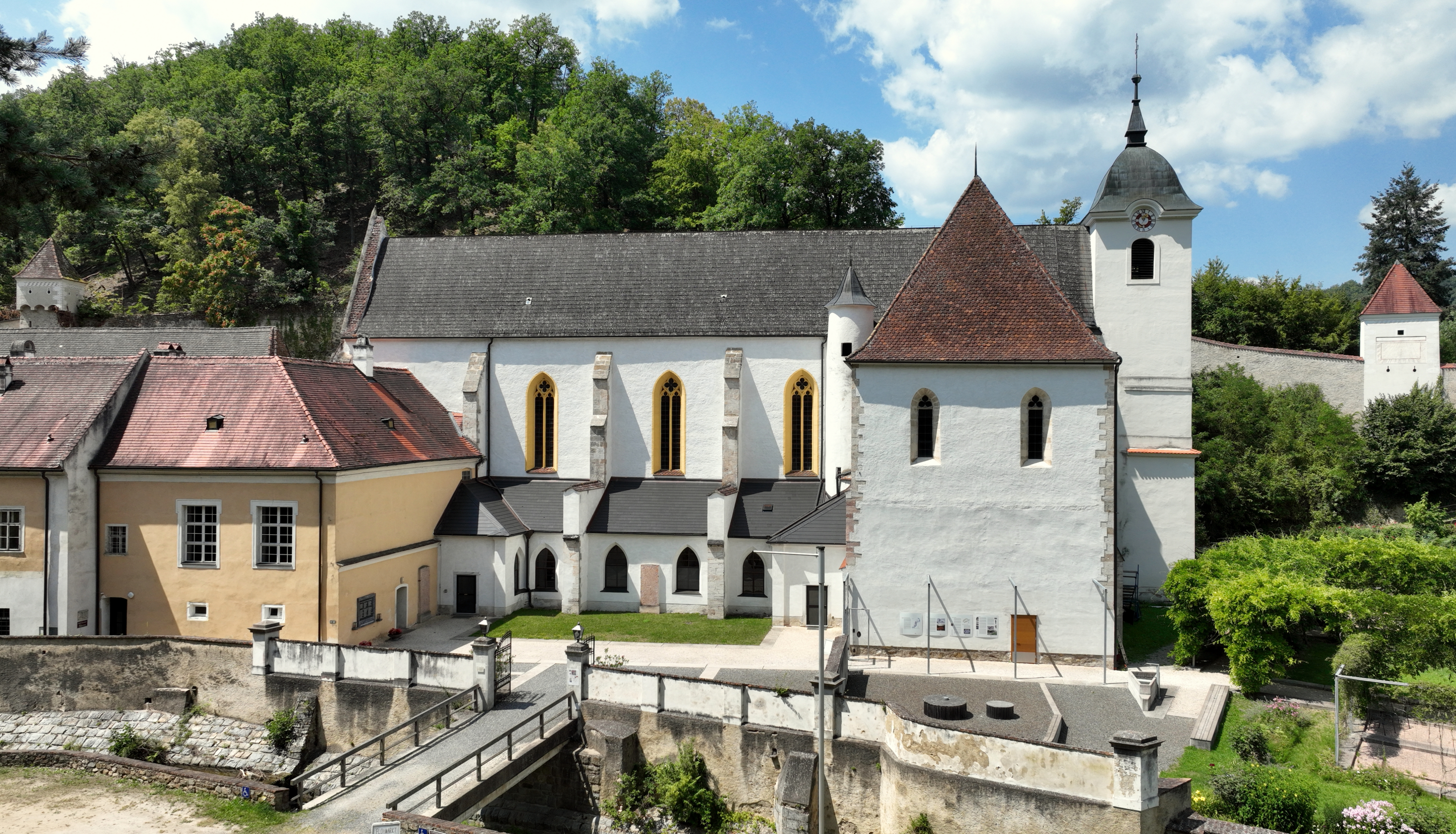
Ehemalige Klosterkirche mit dem angebauten Kapiteltrakt
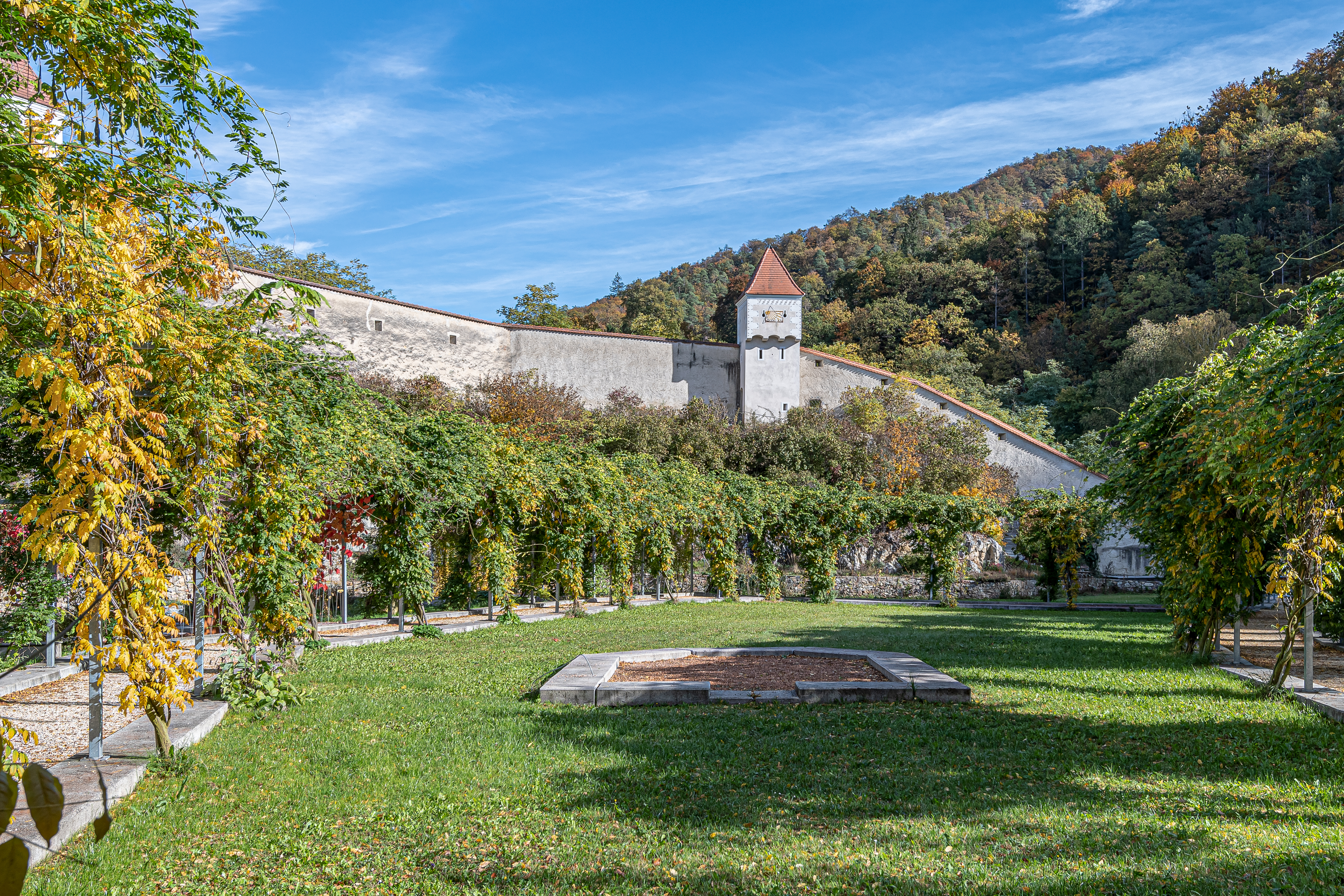
Meditationsgarten
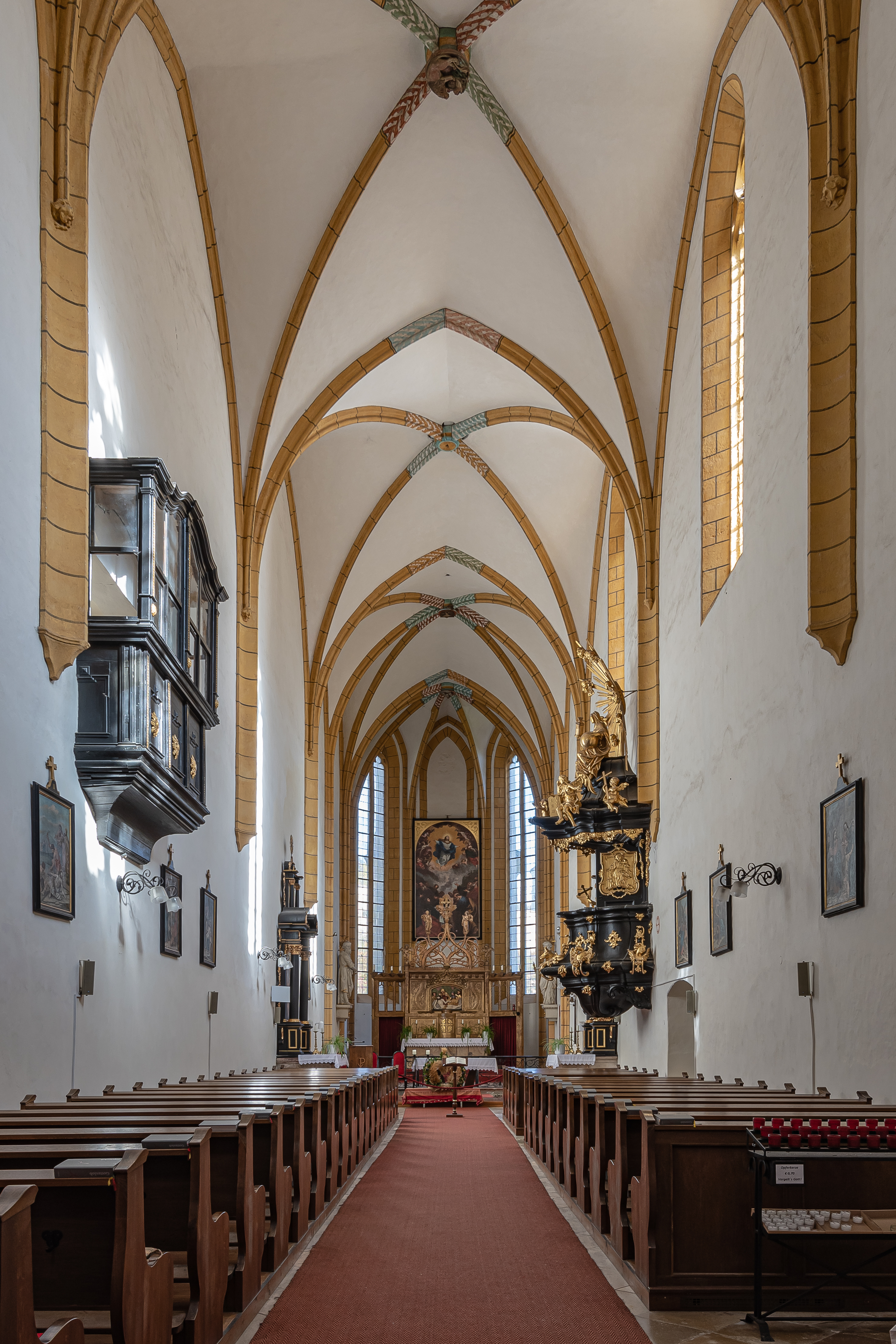
Pfarrkirche Aggsbach-Dorf, die ehemalige Klosterkirche
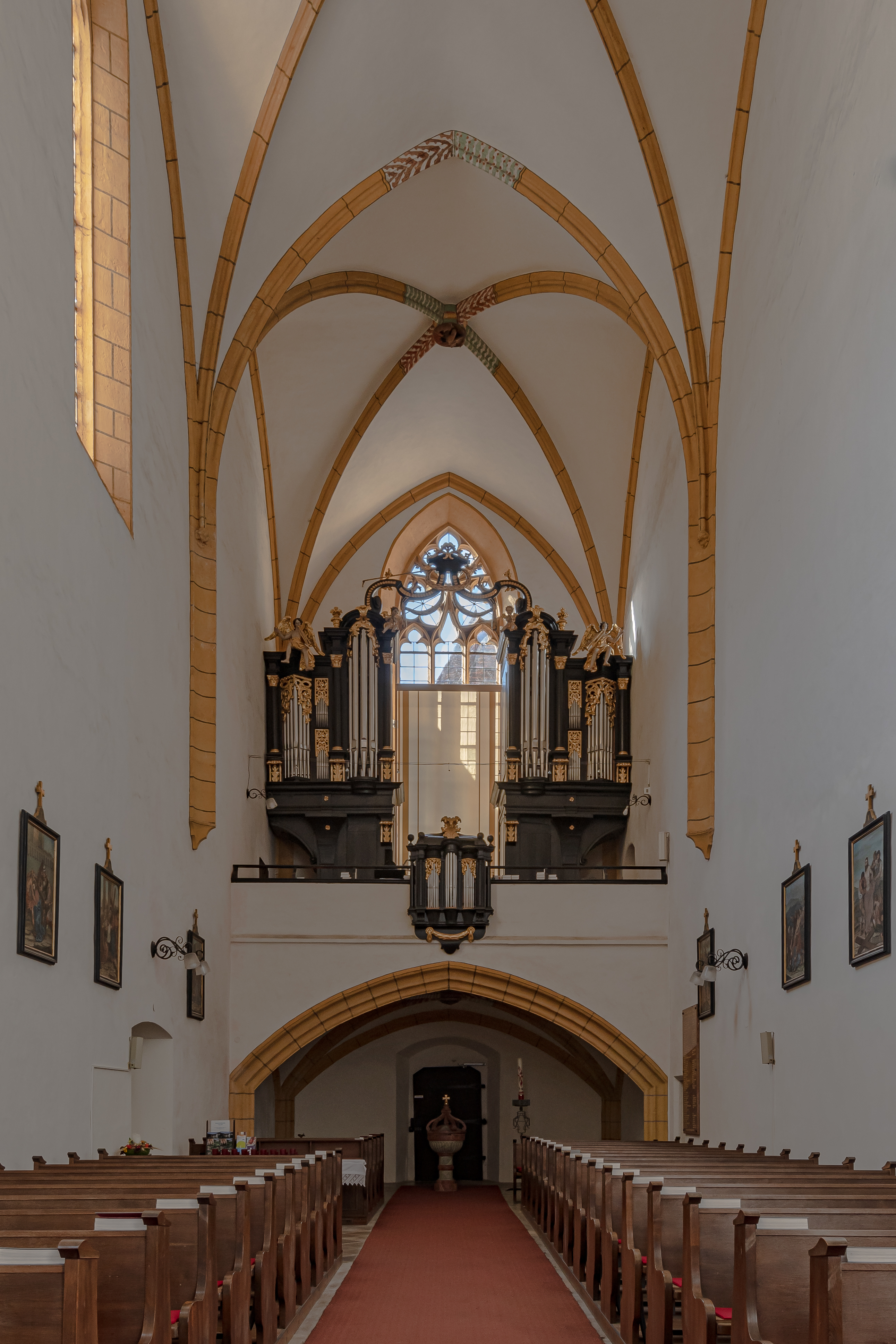
Orgelempore
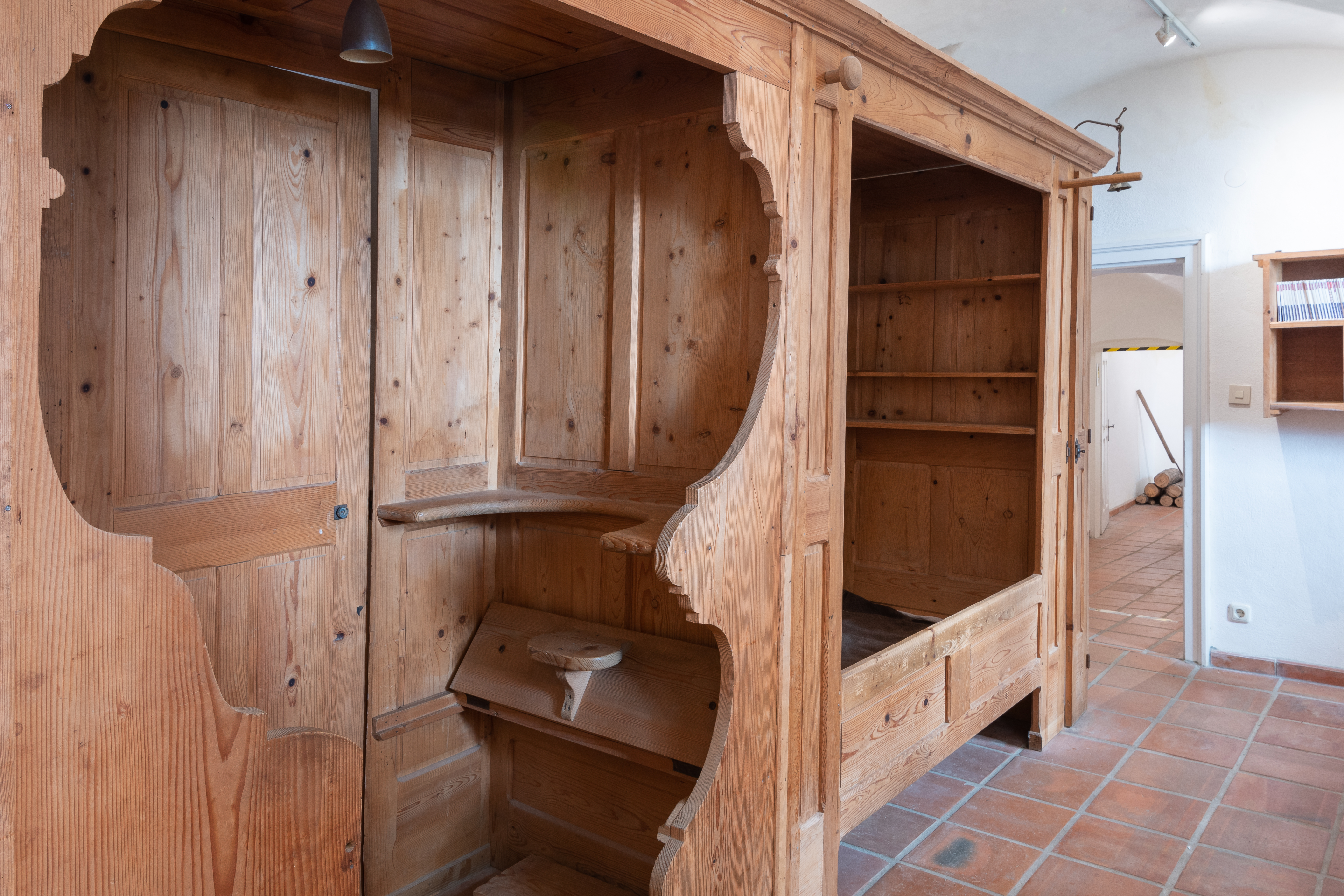
Cubiculum – Schlaf- und Betstelle eines Mönches